# Cvijeta Zuzorić
Cvijeta Zuzorić (uttal [ʦv̞ijěta zûzɔ̝riʨ]; även kallad Fiora Zuzori eller Flora Zuzzeri), född 1552 i Ragusa, död 1648 i Ancona, var en kroatisk poet från Republiken Ragusa. Hon skrev främst på det italienska språket, men även på kroatiska. Hennes hem i Ragusa var ett centrum för stadens litterära kulturliv.